# Matias Remue
Pas d'image ? Cliquez ici

a Compétitions nationales et continentales officielles uniquement.

b Matchs officiels uniquement.
Dernière mise à jour le 9 février 2025.
Matias Remue, né le 7 mars 2003 à Bruxelles (Belgique), est un joueur international belge de rugby à XV et international de rugby à sept jouant aux postes d'arrière ou de demi d'ouverture au Stade toulousain en Top 14 depuis 2024.
Il remporte le Championnat de France en 2025 avec le Stade toulousain. 

## Biographie

### Carrière en club

#### Formation et débuts en Belgique
Ayant grandi à Bruxelles, Matias Remue est formé par le Royal Kituro RC, en compagnie de son frère Florian Remue,. 
Avec le club de Schaerbeek, où il est quatre fois champion national en catégorie de jeunes, il connaît à 18 ans sa première saison senior en Championnat de Belgique, tout en jouant en Rugby Europe Super Cup avec les Brussels Devils,.

#### Découverte du Top 14 à Toulouse
En 2022, il rejoint avec son frère le centre de formation du Stade toulousain, où il est champion de France espoirs en 2023 puis 2024,. Il prend également part au Supersevens avec les Toulousains.
Lors de la saison 2024-2025, il intègre l'effectif professionnel et fait ses débuts en Top 14,. Matias Remue joue son premier match avec le Stade toulousain le 24 novembre 2024, titularisé à l'arrière contre l'USA Perpignan. Jouant l'intégralité de cette victoire 41 à 9 à domicile, sa performance est remarquée alors qu'il s'illustre autant par ses appuis et sa vitesse en attaque que son application en défense,,. Ces débuts prometteurs sont néanmoins freinés par les blessures,,, ne lui permettant pas d'enchaîner en 2024,.

### Carrière en équipe nationale

#### Équipes de jeunes
Éligible à la fois avec la sélection espagnole et la sélection belge, c'est d'abord avec cette dernière que Remue joue en équipe de jeunes, devant notamment disputer le Championnat d'Europe des moins de 18 ans de 2020,, finalement annulé à la suite de la pandémie de Covid-19. Il prend en revanche part à l'édition suivante qui a lieu en Russie en 2021, où les Belges s'illustrent en éliminant l'équipe hôte.
Remue est également international en rugby à sept, jouant en 2021 le Championnat d'Europe des moins de 18 ans en tant que capitaine de la Belgique,.

#### Équipe senior
Il obtient sa première sélection avec l'équipe de Belgique senior à XV le 13 novembre 2021, lors d'un test match contre l'équipe du Canada,,. Il enchaîne cette saison avec une participation au Trophy, remporté par les Belges.
Il découvre également l'équipe de Belgique senior de rugby à sept en 2022 (en), prenant part au Championnat d'Europe, où les Belges s'illustrent en terminant quatrièmes, après notamment deux victoires face à la Géorgie (en).
Par la suite, Remue ne retrouve la sélection à XV qu'à l'été 2024, pour une tournée en Amérique du Sud,.
En janvier 2025, il est convoqué par Laurent Dossat pour le Championnat d'Europe qui sert de qualification à la Coupe du monde 2027,.

## Palmarès

### En club
- Stade toulousain
  - Vainqueur du Championnat de France en 2025[N 1]

## Style de jeu
Formé comme arrière, Matias Remue est aussi capable de jouer à l'ouverture, dans une polyvalence accentuée par sa formation à Toulouse.
Il est très tôt loué pour son alliance de qualités de vitesse et de vision du jeu, notamment par son entraîneur en espoirs David Mélé,.